# 1995 na informática

## Eventos
- 30 de abril - Lançamento do jogo Full Throttle para PC
- 16 de agosto - Lançado o Internet Explorer 1
- 24 de agosto - A Microsoft lança o sistema operacional Windows 95

## Nascimentos
| Data                | Nome                 | Profissão                   | Nacionalidade | Observações | Ref |
| ------------------- | -------------------- | --------------------------- | ------------- | ----------- | --- |
| 15 de junho de 1995 | Valeriano da Fonseca | especialista em informática | Angola        | m. 2011     |     |

## Mortes
| Data | Nome | Profissão | Nacionalidade | Observações | Ref |
| ---- | ---- | --------- | ------------- | ----------- | --- |
|      |      |           |               |             |     |